# Arctia diaphana
Arctia diaphana là một loài bướm đêm thuộc phân họ Arctiinae, họ Erebidae.